# 相川圭子 (ヨーガ)
相川 圭子（あいかわ けいこ）、ヨグマタ相川圭子（よぐまた あいかわ けいこ）は、日本人のヨーガ指導者、瞑想指導者、著述家であり、特にヒマラヤの大聖者として国際的に知られている。女性で史上初めて「究極のサマディ（悟り）」に達したインド政府公認の、世界で唯一のシッダーマスターである(P126)。
ヨグマタとは、「ヨガの⺟」「宇宙の⺟」という意味であり、インド政府、および瞑想・ヨガの世界的な機関であるWorld Development Parliamentより与えられた尊称（1991年11⽉18⽇、ヨガのマスターとしてYogmata Keiko Aikawaの名前で表彰される）。
5000年以上の伝統を持つヒマラヤの教え・ヒマラヤシッダー瞑想を通して、⼈々の⼼に愛と平和をもたらし、さらに最⾼の幸福である悟りへの道を⽰している。

## 経歴[1][2]

### 生誕年・生誕地
1945年、山梨県に生まれる。7人兄弟の末っ子として生まれ、農家の母子家庭で育ち、厳しい環境の中で自立心を養う。
「勉強は大好きで、あらゆる科目が得意でした」と述べている。1960年、地元の工業高校に入学する。

### 幼少期〜10代
体が弱かったこともあり、10代の頃から様々な健康法を独学で学び、ヨガとの出会いが後の人生の方向性を決定づけることとなった。自身の健康のためにヨガ、瞑想を実践。

### ヨガ指導者としての道
1972年「相川圭子総合ヨガ健康協会」を創設。
以来、朝日、読売、NHKのカルチャーセンターをはじめ三越や伊勢丹など大手デパートなど、日本全国50箇所以上でヨガ指導を展開(P82)。

### アメリカでの学びと多様なメソッドの習得
20代後半から30代にかけて何度もアメリカに渡り、最新の心理療法やセラピー、各種療法など、当時最先端とされていた様々なメソッドを習得。これらの経験は、のちの彼女のヨガと瞑想の指導に大きな影響を与え、東洋の伝統的な教えと西洋の現代的なアプローチを融合させた独自の指導法の開発につながる。

### ヒマラヤ聖者との出会い
1984年11月、インドで⾼名なヒマラヤ大聖者である、パイロット・ババがテレビ番組で来⽇する際、ヨガの第⼀⼈者として相川が協⼒を求められ、運命の出会いを果たす(P113)。

### 伝説の大聖者ハリ・ババジに邂逅。究極の悟り（究極のサマディ）に到達
1986年、パイロット・ババの招待でヒマラヤでの修行へ赴き、パイロット・ババの師である伝説のヒマラヤ大聖者ハリババに邂逅して師事。以降、何度も単身ヒマラヤに赴き高度5000ｍを超えるヒマラヤ奥地の秘境で、命を賭けた幾多の厳しい修⾏を経て、瞑想の最⾼の境地「究極のサマディ」に到達(P119,123)。

### 正統なヒマラヤ秘教の正式な継承
ヨグマタ相川圭子の霊的な旅路において、ハリ・ババジとの出会いは最も重要な転機となった。ハリ・ババジは、ヒマラヤ秘教の正統な伝統を受け継ぐ偉大な大聖者であり、ヨグマタ相川圭子に高度な霊的教えを授けた。ヨグマタ相川圭子はハリ・ババジの教える宇宙の真理を深く理解・継承し、そのスピリットを自身の実践と教えに統合していった。
ハリ・ババジはヨグマタ相川圭子を正統なヒマラヤ秘教の後継者として認め、ヒマラヤの教えを世界に広める使命を託した。この継承は、単なる知識の伝達ではなく、霊的なエネルギーと智慧の直接的な移転を意味する。ヨグマタ相川圭子はこの責任を重く受け止め、ヒマラヤの伝統の教えを基盤としつつ、現代社会に適応させた形で世界中に広めることを自身の使命とした(P133)。

### 真の悟りの証明・公開サマディ
1991年2⽉、初の「公開サマディ」を⾏う。以降2007年まで計18回、インド各地で世界平和と真理の証明のための公開サマディを⾏う(P126)。
ヨグマタ相川圭⼦の⾏う公開サマディは、「アンダーグラウンドサマディ」といわれ、完全に密閉された神聖な地下窟に72～96時間とどまる(P126)。
この間、呼吸・心臓が停止状態となり、全ての肉体活動を停止させ、梵我⼀如(神と一体)の状態になる。そして約束の時間に自らの力で復活する。
数あるヨガの中でも、最も困難な⾏であり、古来より真の悟りの証明とされている(P125)。
これらの公開サマディは、インド政府の協力のもとで行われるが、命を落とす人が後をたたなかったため、現在公開サマディを行うことが許されているのはヨグマタ相川圭子ただ1人である(P126)。
各回の公開サマディには、政府高官や宗教指導者、一般市民など、数十万人規模の参加者が集まり、インド国内外で大きな反響を呼んだ。

#### 2001年マハクンブメラでの公開サマディ[2]
4年に1度のヒンドゥー教最大の聖なる祭典であるクンブメラでは、数千万人もの巡礼者が集まる。
なかでも2001年に開催された12年に1度のマハクンブメラには、ポール・マッカートニーやマドンナ、ダライラマ14世など、世界中から著名人も集まった。
ヨグマタ相川圭子は、このマハクンブメラの期間中にも公開サマディを行い、より多くの人々に真理の証明を示し、精神性の重要性と世界平和への願いを伝えた。
この歴史的な祭典と公開サマディの模様は、「ショートカット・トゥー・ニルヴァーナ：クンブメラ」（原題：Short Cut to Nirvana: Kumbh Mela）というイギリスのドキュメンタリー映画にもなり、2004年に公開された(P126)。

### 兄弟子パイロット・ババジの後継者に[8]
2024年8月20日、パイロットババジはマハサマディ（肉体を脱ぎ神意識になる）に入定した。
マハサマディは、究極の悟りに到達した大聖者の魂が、肉体を離れた後に普通の人とは異なる神意識の次元に移行することを意味する。
パイロットババジのマハサマディ以降、ヨグマタ相川圭子は正式にパイロット・ババジの継承者となった。この継承は、インド最大の霊性協会「ジュナアカラ」によって結成された委員会における満場一致の採決により決定された。
ヨグマタ相川圭子は、パイロットババジの精神的遺産、世界中のアシュラム、そして世界平和活動「ワールドピースキャンペーン」の後継者として認められた。
ヨグマタ相川圭子は、引き続きヒマラヤの教えとヒマラヤシッダー瞑想を通じた世界平和活動を継続し、パイロットババジの遺志を引き継いでいく。

## 称号
インド政府、および瞑想・ヨガの世界的な機関 World Development Parliament (Vishwa Unnayan Samsad)より、兄弟弟子に当たるパイロット・ババと、当時世界で2名のみであった究極の悟りの大聖者を意味する「シッダーマスター」「サマディマスター」の称号を授与された(2024年8月にパイロット・ババが逝去したため、現在では世界で唯一)他、「ヨグマタ」(=ヨガの母)、「現代瞑想の母」の尊称を受ける。
2007年にはインド最大・最古の聖者協会「 ジュナ・アカラ」より女性初、また外国人初となる「シュリーマ・マハ・マンドレシュワル」(=偉大なる宇宙のマスター、仏教では大僧正に当たる位)の称号を受ける(P128)。

## ワールドピースキャンペーン（世界平和活動）
インディラ・ガンディー元首相から、兄弟子であるパイロット・ババジとともに世界平和のキャンペーンを継承する(P126)。
このキャンペーンは、個人の内なる変容が世界平和につながるという信念のもと、瞑想や精神的実践の重要性を強調している。
ワールドピースキャンペーンの一環としてヨグマタ相川圭子は、世界各地でワークショップや講演会を開催し、平和の実現には個人の内なる変容が不可欠であることを説いている。

### 世界平和賞の創設
2019年8⽉4⽇に、インド政府の協⼒のもと、ニューデリーにて平和の祭典「ワールドピース・キャンペーン・アワード」を開催。
このキャンペーンは、個人の内なる変容が世界平和につながるという信念に基づき、具体的な行動を促す包括的なプログラムとして展開された。
この式典により、地道に平和運動を⾏なってきた活動家が世に知られ、世界平和のムーブメントを推進する⼤きなステップになった。

## 海外での実績[1]
インドのダーダーサーハバ・パールケー賞授賞式で平和賞受賞
2019年5⽉11⽇(⼟)インドのムンバイにてインド映画界における最⾼位の 映画賞、ダーダーサーハバ・パールケー賞(Dadasaheb Phalke Film Foundation Awards 2019)の授賞式にて、ヨグマタ相川圭⼦は、世界 平和部⾨の功労者World Peace Mentorとして表彰された。
NY国連本部でのスピーチ&瞑想指導
これまで過去3回※にわたり、ヨガ・瞑想の世界的第一人者として、ニューヨーク国連本部に招待され、スピーチ・瞑想指導を行い、その様子は国連TVにて全世界に放送された。
※2016年6月20日「Yoga for the Achievement of Sustainable Development Goals」、2016年10月28日「ヨガと平和についての国際会議」、2017年5月19日「アースデイを祝う日」
国際ヨガデーにネパール政府の国賓として招待
2017年6月にネパールの首都カトマンズのインド大使館で国際ヨガデーを祝う式典が行われ、ヨグマタ相川圭子は主賓としてネパール政府より招待される。
ナレンドラ・モディ首相が指揮する祝典に特別ゲストして招待
2023年6月21日の「国際ヨガデー」にニューヨーク国連本部で行われた、ナレンドラ・モディ首相が指揮する祝典に、ヨグマタ相川圭子が特別ゲストとして招待される。この祝祭には、モディ首相、国連議長のほか、ニューヨーク市長、190カ国を超える国連加盟国の外交代表、各国の著名人が参加し、「最も多くの民族が参加したヨガの祭典」として、ギネス登録がされる。モディ首相が合掌して頭を垂れ、ヨグマタ相川圭子が祝福を授ける様子がモディ首相の公式youtubeで公開される。
第4回F4D（Fashion 4 Development)に特別ゲストとして出演
米国ニューヨークにて、 9月23日に開催された第4回F4D（Fashion 4 Development)にて、ヨグマタ相川圭子が特別ゲストとして出演し、オープニングのセレモニーにて、祝辞を述べ瞑想指導を行った活動が、MSN、Forbs、NY Daily News Onlineをはじめ、アメリカの多数のニュースメディアで取り上げられた。

### インドでの様々なチャリティー活動[9]
ヨグマタ相川圭子は、インドで様々なチャリティー活動を行っている。主な活動は以下の通り。
1. 1988年にインドに社会福祉事業団としてヨグマタ財団（NPO法人）を設立し、継続的な活動を行う。
2. 無医村へのモービルホスピタル（救急車）の寄贈と運営維持への協力。
3. 貧しい人々への食糧提供。
4. 学校（小学校・中学校・大学）の運営支援。
5. 医科大学・病院、先進医療科学研究所の設立。
6. ハンディキャップを持つ人々への支援（車いす寄贈など）。
7. 震災被災地への援助（食糧・衣類・医薬品の提供、避難所の設置）。
8. クンブメラでの出家修行者への寄付。
9. 公開サマディやクンブメラでの来場者への無料食事提供。

## ヒマラヤシッダー瞑想[10]
ヒマラヤシッダー瞑想は、ヨグマタ相川圭子が5000年以上前からヒマラヤに伝わる究極の悟りの秘伝の奥義の実践法をもとに、現代人のニーズに合わせて体系化した瞑想法である。
この瞑想法は、仏教やキリスト教などの源流とされるヒマラヤ秘教の教えを含んでおり、ヨグマタ相川圭子はその正統な継承者として、日本を拠点に、アメリカ、ロシア、ドイツなど世界中で指導している(P154)。
ヒマラヤシッダー瞑想の特徴は、以下のようなものがある(P146-155)。
1. 意識の拡大：日常的な意識状態から、より高次の意識状態へと導く。
2. エネルギーの活性化：体内のエネルギーセンター（チャクラ）を活性化し、生命力を高める。
3. 直観力の向上：論理的思考を超えた直観的な智慧へのアクセスを可能にする。
4. ストレス解消：深いリラックス状態をもたらし、現代社会のストレスから解放する。
5. 自己実現：真の自己との繋がりを強め、人生の目的を見出す手助けをする。
6. 覚醒：最終的に悟りを得て、神と一体となっていく。

この瞑想法は、初心者から上級者まで、それぞれのレベルに応じた実践方法が用意されており、段階的に深い瞑想状態へと導いていく。相川圭子は、この瞑想法が現代人のための効果的で安全な方法であり、内側の目覚めと意識の進化、真の幸福と悟りへの道を示すものだと説いている。
ヒマラヤシッダー瞑想の実践者は、日々の生活における身体の健康、精神的な安定、創造性の向上、人間関係の改善、そして人生の質の全体的な向上を報告している。ヨグマタ相川圭子は、この瞑想法が個人の変容を通じて、最終的には社会全体の変革と世界平和につながると説いている。

## 主な著作
ヨグマタ相川圭子は、これまで50冊以上の著書があり、その累計販売部数は110万部を超えている。　主な著書には以下がある：
- 相川圭子『相川圭子の症状別ヨガ健康法』主婦の友社〈新星出版社〉、1979年。
- 相川圭子『相川圭子の健康ソフトヨガ―新考案のプラナディで体の硬い人もヨガができる』主婦の友社〈健康ブックス〉、1986年。ISBN 978-4079242189。
- 相川圭子『自信がつく自己トレーニング―心と体とスピリットを強化する「ヒマラヤ瞑想法」』主婦の友社〈健康ブックス〉、1989年。ISBN 978-4079290265。
- 相川圭子『ヒマラヤ瞑想術―やせる、ストレスが消える、パワーがつく』光文社〈カッパ・CDブックス〉、1989年。ISBN 978-4334004842。
- 相川圭子『瞑想でキレイになる』リヨン社、2005年。ISBN 978-4576050911。
- 相川圭子『シッダーマスターが示す悟りへの道』たま出版、2006年。ISBN 978-4812701096。
- 相川圭子『心を空っぽにすれば夢が叶う』講談社インターナショナル、2008年。ISBN 978-4770040961。
- 相川圭子『ヒマラヤ聖者の超シンプルなさとり方』徳間書店、2009年。ISBN 978-4198627607。
- 相川圭子『ヒマラヤ聖者の知恵があふれる瞑想法』主婦の友社、2010年。ISBN 978-4072761625。
- 相川圭子『ヒマラヤ聖者のいまを生きる知恵』PHP研究所、2010年。ISBN 978-4569779782。
- 相川圭子『心がとけると愛になる: 夢をかなえる秘密の教え』学研パブリッシング、2011年。ISBN 978-4054050655。
- 相川圭子『こころの底から元気を取り戻す本―負けないこころをつくる・自身と力がよみがえる〈ヒマラヤ瞑想法〉』主婦の友社、2011年。ISBN 978-4072793152。
- 相川圭子『心を整えるともっと楽に生きられる』中経出版、2012年。ISBN 978-4806144779。
- 相川圭子『幸せを呼ぶ ヒマラヤ大聖者108のことば』宝島社、2012年。ISBN 978-4796674638。
- 相川圭子『宇宙に結ぶ「愛」と「叡智」 今を生きるための、ヨガと仏陀とキリストの教え』講談社、2012年。ISBN 978-4062180283。
- 相川圭子『魂を浄化するたった１つの方法』角川書店、2014年。ISBN 978-4041106433。
- 相川圭子『怒りのエネルギーを幸せに変える～ヒマラヤ大聖者が明かす秘密の教え』宝島社、2014年。ISBN 978-4800220776。
- 相川圭子『心を空っぽにすれば、人生はうまくいく瞑想のすすめ』SBクリエイティブ、2014年。ISBN 978-4797376937。
- 相川圭子『サマディ：永遠の存在との出会い』学研パブリッシング、2014年。ISBN 978-4054058798。
- 相川圭子『ヒマラヤ聖者の太陽になる言葉』河出書房新社　2015年。ISBN 978-4309024202
- 相川圭子『思った以上の人生は、すぐそこで待っている』大和書房　2015年。ISBN 978-4479771999
- 相川圭子『あなたは答えを知っている』（フォトブック）河出書房新社　2016年。ISBN 978-4309024530
- 相川圭子『心が浄化される瞑想の言葉』ヨグマタ相川圭子公式ビジュアルムック　マガジンハウス　2016年。ISBN 978-4838751174

- 相川圭子『運命が変わる! 日めくり ヒマラヤ聖者の最高の人生を引き寄せる31のメッセージ』　（日めくりカレンダー）KADOKAWA　2016年。ISBN 978-4046017840
- 相川圭子『ヒマラヤ大聖者の人生を変える瞑想』宝島社　2016年。ISBN 978-4800257383
- 相川圭子『ヒマラヤ大聖者 愛の般若心経』さくら舎　2016年　ISBN 978-4865810745
- 相川圭子『心を手放す』大和書房 2016年　ISBN 978-4479772064
- 相川圭子『ヒマラヤ大聖者のマインドフルネス』　幻冬舎　2017年　ISBN 978-4344030817
- 相川圭子『ヒマラヤ聖者のいまを生きる知恵』PHP研究所　2017年　ISBN 978-4569779782
- 相川圭子『八正道』河出書房新社　2017年　ISBN 978-4309025629
- 相川圭子『ヒマラヤ大聖者の幸運を呼ぶ生き方』廣済堂出版　2017年 ISBN 978-4331521243
- 相川圭子『瞑想で心の癖を変える ヒマラヤ大聖者のシンプルな智慧』幻冬舎　2017年　ISBN 978-4344426672
- 相川圭子『瞑想で愛の人になる ヒマラヤ大聖者のシンプルな智慧』幻冬舎　2017年　ISBN 978-4344426689
- 相川圭子『夢をかなえる小さな習慣』大和書房　2017年　ISBN 978-4479772101
- 相川圭子『ヒマラヤ大聖者の心の曇りをとる瞑想』宝島社 2018年　ISBN 978-4800280954
- 相川圭子『ＣＤ付き ヒマラヤ聖者の愛と幸せが満ちる瞑想法』主婦の友社　2018年　ISBN 978-4074334148
- 相川圭子『成功の源泉』さくら舎　2019年　ISBN 978-4865811872
- 相川圭子『ヒマラヤ大聖者の智慧　瞑想で「本当の自分」に出会う』世界文化社 2019年　ISBN 978-4418195008
- 相川圭子『未来をつくる成功法則 』大和書房　2019年　ISBN 978-4479772187
- 相川圭子『幸福への扉』光文社  2019年　ISBN 978-4334950897
- 相川圭子『眠れる奇跡を呼び起こす　聖なる目醒め (CD付き)』ビオ・マガジン　2019年　ISBN 978-4865880489
- 相川圭子『「信じる力」が幸運を呼ぶ』廣済堂出版　2019年　ISBN 978-4331522691
- 相川圭子『希望実現の真理 ―運命は改善する』さくら舎　2020年　ISBN 978-4865812329
- 相川圭子『ヒマラヤ大聖者の免疫力を上げる「心と体」の習慣』幻冬舎　2020年　ISBN 978-4344036383
- 相川圭子『慈愛に生きる-ヒマラヤ大聖者 相川圭子自伝 』中央公論新社　2022年　ISBN 978-4120055041
- 相川圭子『ヒマラヤ大聖者が癒すあなたのインナーチャイルド』世界文化舎　2022年　ISBN 978-4418225002
- 相川圭子『自由への扉』光文社　2022年　ISBN 978-4334953089
- 相川圭子『100年人生を好転させる-ヒマラヤ大聖者が導く年齢にとらわれない生き方』中央公論新社　2023年　ISBN 978-4120057069
- 相川圭子『ヒマラヤ大聖者が伝える 心と心をつなぐ言葉』毎日新聞社　2023年　ISBN 978-4620327952
- 相川圭子『あるがままの自分になる』幻冬舎　2024年　ISBN 978-4344042926

### 他言語訳

#### 英語
- The Road to Enlightenment: Finding the Way Through Yoga Teachings and Meditation, Kodansha Amer Inc, (2014), ISBN 978-1568365480

（原題『シッダーマスターが示す悟りへの道』たま出版、2006年。ISBN 978-4812701096。)
- Yogmata Keiko Aikawa (10/19), 108 Teachings: Esoteric Himalayan Wisdom and The Path to the True Self, Station Hill Pr, ISBN 978-1581771800
- Yogmata Keiko Aikawa (10/19), Empty Your Mind and Achieve Your Dreams (Himalayan Wisdom), Natus Books, ISBN 978-1581771831

## メディア出演

### テレビ
- 素晴らしい明日（2020年10月5日　- 、BS-TBS)　毎週金曜20:54～21:00
- 2025年1月フジテレビ「ノンストップ！」

### ラジオ
- 相川圭子 幸せへのメッセージ（2017年4月9日 - 、TBSラジオ）毎週日曜6:45～6:15
- The Dave Fromm Show「Answers〜次元上昇ガイダンス〜」（2025年4月4日 - 、interfm）※小杉幸子と共に出演。
- 目覚めの時間～ヨグマタ相川圭子のアセンションプリーズ（2025年4月6日 - 、ミュージックバード）毎週日曜5:30～5:55